# جيري والد
جيري والد (بالإنجليزية: Jerry Wald)‏ هو رائد أعمال وكاتب سيناريو ومنتج أفلام أمريكي، ولد في 16 سبتمبر 1911 في بروكلين في الولايات المتحدة، وتوفي في 13 يوليو 1962 في بيفرلي هيلز في الولايات المتحدة بسبب نوبة قلبية.

## وصلات خارجية
- جيري والد على موقع IMDb (الإنجليزية)
- جيري والد على موقع ألو سيني (الفرنسية)
- جيري والد على موقع أول موفي (الإنجليزية)
- جيري والد على موقع قاعدة بيانات الأفلام السويدية (السويدية)
- جيري والد على موقع إن إن دي بي (الإنجليزية)
- جيري والد على موقع قاعدة بيانات الفيلم (الإنجليزية)
- جيري والد على موقع كينوبويسك (الروسية)